# Hochwassernachrichtendienst Bayern
Der Hochwassernachrichtendienst des Bayerischen Landesamtes für Umwelt in Augsburg warnt in Bayern die Bevölkerung vor Hochwasser. Damit nimmt er nach eigenem Bekunden eine Staatsaufgabe wahr, die bereits im Jahr 1883 durch erste Richtlinien in Bayern erlassen wurde.
Gewarnt wird vor Überschwemmungen, die von Flüssen und Bächen verursacht werden können, nicht aber vor Gefahren, die von Starkregen oder Unwetter ausgehen. Warnungen darüber fallen in den Aufgabenbereich des Deutschen Wetterdienstes. Geregelt werden seine Aufgaben in der Verordnung über den Hochwasserdienst in Bayern HNDV.

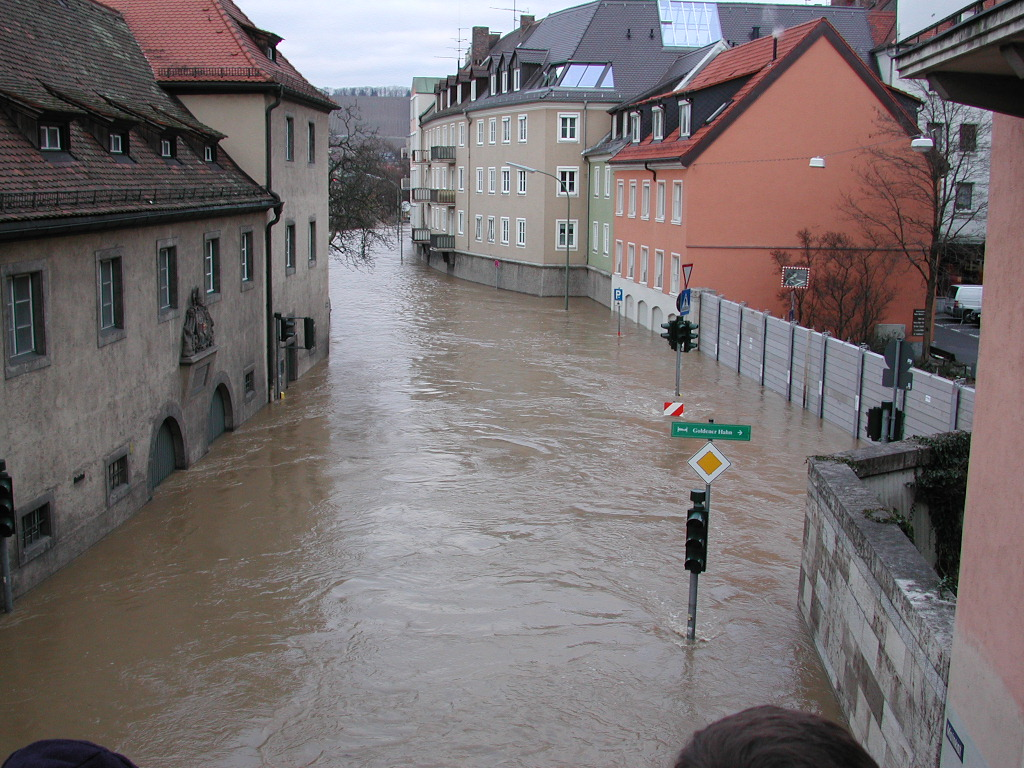
Januar-Hochwasser 2003 in Würzburg: Blick von der Alten Mainbrücke Richtung Norden auf Mainkai / Karmelitenstr

## Datengewinnung und Veröffentlichung
Der HND berücksichtigt die Daten von ca. 650 Pegeln bayerischer Gewässer, dazu zählen Flüsse und Seen. Darunter sind etwa 550 Messstellen der Bayerischen Wasserwirtschaft. Etwa 570 aller Pegel werden automatisiert über Datenfernübertragung in den Datenbestand des HND eingepflegt. Die verbleibenden Pegelstände werden durch Kooperationspartner übermittelt. In aller Regel werden die Daten im 15-Minuten-Abstand aktualisiert.
Der Hochwassernachrichtendienst stellt seine Informationen in Form von Lageberichten, Warnungen, Karten und Tabellen online zur Verfügung. Werden vorgegebene Wasserstände überschritten, informiert der HND die zuständigen Wasserwirtschaftsämter. Von dort aus gehen die Informationen über die Meldestellen der Landratsämter an Städte und Gemeinden. Diesen obliegt die Organisation der Hochwasserabwehr.
Neben dem Pegel an bayerischen Bächen und Flüssen publiziert der Dienst auch Daten ausgewählter Messstellen der Niederschlagstationen und Temperaturmessstellen sowie zum Grundwasserstand und aus der Schneebeobachtung Bayerns. Die Ergebnisse werden kartografisch und tabellarisch im Internet dargestellt.

## Hochwasserlagebericht und Warnungen
Die Hochwasserlage wird nach folgenden Meldestufen klassifiziert:
- Meldestufe 1: Stellenweise kleinere Ausuferungen.
- Meldestufe 2: Land- und forstwirtschaftliche Flächen überflutet oder leichte Verkehrsbehinderungen auf Hauptverkehrs- und Gemeindestraßen.
- Meldestufe 3: Einzelne bebaute Grundstücke oder Keller überflutet oder Sperrung überörtlicher Verkehrsverbindungen oder vereinzelter Einsatz der Wasser- oder Dammwehr erforderlich.
- Meldestufe 4: Bebaute Gebiete in größerem Umfang überflutet oder Einsatz der Wasser- oder Dammwehr in großem Umfang erforderlich.

Die Hochwasserwarnungen werden wie folgt klassifiziert:
- Vorwarnung Hochwassergefahr
- Hochwasserwarnung vor Ausuferungen und Überschwemmungen
- Hochwasserwarnung vor Überschwemmungen für bebaute Gebiete
- Entwarnung